# Высокое звание
«Высокое звание» — советский художественный фильм, военная драма. Дилогия режиссёра Евгения Карелова, состоящая из двух частей:
«Я, Шаповалов Т. П.» — премьера состоялась 12 ноября 1973 года; «Ради жизни на земле» — премьера состоялась 6 мая 1974 года.

## Сюжет
История советского военачальника Тимофея Петровича Шаповалова. Талантливый офицер начинает воинскую карьеру в царской армии в Первую мировую войну. Кавалеристом проходит гражданскую войну, бои на Халхин-Голе. Ещё во время гражданской войны Шаповалов познакомился со своей будущей женой Ксенией, которая укрывает его после ранения. Они поженились, затем у них родился сын. Однако отношения между супругами не всегда складываются, преимущественно из-за разного понимания семейной жизни; уезжая на учёбу в академию, Шаповалов оставляет жену и сына в части (временно, пока не обживётся в Москве), которой командовал, хотя она желает ехать с ним. Ксения, страдающая от недопонимания с мужем, умирает от рака незадолго до событий на Халхин-Голе. Во время этого конфликта Шаповалов был тяжело ранен, его не хотят брать в армию на строевую должность, но в 1941 году он, наконец, возвращается в строй и выезжает в часть в ночь на 22 июня.
Великую Отечественную войну главный герой начинает в должности командира корпуса. В первые же дни войны соединение Шаповалова в составе армии, которой командует его друг Павел Гайдабура, оказывается в тяжёлом положении, поскольку командарм медлит с отходом, что грозит окружением. Гайдабура гибнет в бою с вражескими парашютистами. Шаповалов берёт командование армией на себя и обеспечивает её выход с минимальными потерями из окружения. Наступает 1944 год. Шаповалов уже Герой Советского Союза, генерал-полковник, командующий фронтом. Он встречается с сыном-артиллеристом, проходящим лечение после ранения в руку, предлагает ему служить под его началом, но тот отказывается, а вскоре Шаповалов узнаёт о его гибели. Его смелые и непредсказуемые для врага действия обеспечивают победу советским войскам.
В 1941 году Тимофей Петрович находит свою новую любовь, школьную учительницу Альбину. Им суждено снова встретиться только в конце войны, чтобы больше уже не расставаться. В конце фильма перед зрителем возникает образ родной земли, за которую сражался Шаповалов и его бойцы.

## В ролях
| Актёр              | Роль                                                             |
| ------------------ | ---------------------------------------------------------------- |
| Евгений Матвеев    | генерал-полковник Тимофей Петрович Шаповалов                     |
| Дмитрий Франько    | командующий армией, генерал-лейтенант Павел Максимович Гайдабура |
| Нина Попова        | жена Шаповалова Ксения                                           |
| Анатолий Соловьёв  | комдив                                                           |
| Валентина Малявина | Альбина Васильевна                                               |
| Армен Джигарханян  | полковник / генерал-майор Исмаил Алиевич Цховребов               |
| Юрий Кузьменков    | замполит                                                         |
| Хорст Пройскер     | Ленау                                                            |
| Хельмут Шрайбер    | фон Шток                                                         |
| Евгений Буренков   | маршал                                                           |
| Юрий Гусев         | казак-семёновец                                                  |
| Владимир Кашпур    | Вахрушев                                                         |
| Афанасий Кочетков  | Митько                                                           |
| Николай Лебедев    | Иван Сергеевич Мякишев                                           |
| Татьяна Назарова   | сестра Шапошникова Тоня                                          |
| Юрий Леонидов      | начальник разведки                                               |
| Валерий Носик      | нэпман, муж Тони Серафим Иванович                                |
| Семён Морозов      | адъютант Шаповалова Алексей                                      |
| Виктор Павлов      | казак-семёновец Заварзин                                         |
| Алексей Преснецов  | эпизод                                                           |
| Лидия Русланова    | камео                                                            |
| Николай Сергеев    | отец Тимофея Пётр Шаповалов                                      |
| Евгений Стеблов    | Ефим Захарович Корольков                                         |
| Борис Токарев      | сын Тимофея Петровича Павел Шаповалов                            |
| Алексей Эйбоженко  | комиссар Данилин                                                 |
| Владимир Уан-Зо-Ли | японец                                                           |
| Родион Александров | командир                                                         |
| Владимир Басов     | разведчик Андрей Глебович Шумский                                |
| Борис Юрченко      | брат Шаповалова                                                  |

## Съёмочная группа
- Режиссёр: Евгений Карелов
- Сценарист: Юлий Дунский, Валерий Фрид
- Оператор: Анатолий Петрицкий
- Композитор: Евгений Птичкин
- Художники-постановщики: Валерий Филиппов, Владимир Филиппов
- Художник по костюму: Валентин Перелётов
- Текст песни: Евгений Карелов
- Дирижёр: Владимир Васильев
- Музыкальный редактор: Минна Бланк

## Награды и премии
- Золотая медаль имени А. П. Довженко (Евгению Матвееву).